# Campeonato Europeu Júnior de Natação de 2013
O Campeonato Europeu Júnior de Natação de 2013 foi a 40ª edição do evento organizado pela Liga Europeia de Natação (LEN). A competição foi realizada entre os dias 10 e 14 de julho de 2013 em Posnânia na Polónia. Teve como destaque a Rússia com 22 medalhas de ouro. 

## Medalhistas
Os resultados foram os seguintes. 

### Masculino
| Evento          | Ouro                                                                              | Ouro     | Prata                                                                                               | Prata    | Bronze                                                                        | Bronze   |
| 50 m Livre      | Rússia · Evgeny Sedov                                                             | 22.07    | Ucrânia · Bogdan Plavin                                                                             | 22.43    | Grécia · Fotios Mylonas                                                       | 22.64    |
| 100 m Livre     | Rússia · Evgeny Sedov                                                             | 49.23    | Países Baixos · Kyle Stolk                                                                          | 49.94    | Polónia · Sebastian Szczepanski                                               | 50.22    |
| 200 m Livre     | Reino Unido · James Guy                                                           | 1:48.45  | Rússia · Aleksandr Krasnych                                                                         | 1:49.10  | Itália · Andrea Mitchell D'Arrigo                                             | 1:49.56  |
| 400 m Livre     | Chéquia · Jan Micka                                                               | 3:50.74  | Reino Unido · Matthew Johnson                                                                       | 3:51.11  | Itália · Andrea Mitchell D'Arrigo                                             | 3:51.74  |
| 800 m Livre     | Polónia · Pawel Furtek                                                            | 7:59.12  | Chéquia · Jan Micka                                                                                 | 7:59.49  | Polónia · Wojciech Wojdak                                                     | 8:01.28  |
| 1500 m Livre    | Chéquia · Jan Micka                                                               | 15:13.51 | Polónia · Pawel Furtek                                                                              | 15:13.85 | Reino Unido · Caleb Hughes                                                    | 15:19.63 |
| 50 m Costas     | Rússia · Grigorij Tarasevič                                                       | 25.46    | Rússia · Evgeny Sedov                                                                               | 25.55    | Grécia · Apostolos Christou                                                   | 25.76    |
| 100 m Costas    | Rússia · Grigorij Tarasevič                                                       | 55.08    | Lituânia · Danas Rapšys                                                                             | 55.44    | Itália · Simone Sabbioni                                                      | 55.73    |
| 200 m Costas    | Lituânia · Danas Rapšys                                                           | 1:59.31  | Rússia · Grigorij Tarasevič                                                                         | 1:59.51  | Hungria · David Foldhazi                                                      | 1:59.89  |
| 50 m Peito      | Suécia · Johannes Skagius                                                         | 27.71    | Rússia · Vsevolod Zanko Eslovênia · Peter John Stevens                                              | 28.06    | Nenhum                                                                        |          |
| 100 m Peito     | Rússia · Vsevolod Zanko                                                           | 1:00.96  | Suécia · Johannes Skagius                                                                           | 1:01.27  | Rússia · Ilya Khomenko                                                        | 1:01.48  |
| 200 m Peito     | Rússia · Mikhail Dorinov                                                          | 2:12.27  | Rússia · Alexander Palatov                                                                          | 2:12.69  | Alemanha · Yannick Lindenberg                                                 | 2:13.92  |
| 50 m Borboleta  | Rússia · Evgeny Sedov                                                             | 23.85    | Reino Unido · Jonas Bergmann                                                                        | 24.06    | Dinamarca · Daniel Steen Andersen                                             | 24.25    |
| 100 m Borboleta | Dinamarca · Daniel Steen Andersen                                                 | 53.61    | Áustria · Sascha Subarsky                                                                           | 53.71    | Itália · Mattia Mugnaini                                                      | 53.73    |
| 200 m Borboleta | Reino Unido · Matthew Johnson                                                     | 1:58.84  | Rússia · Alexander Kudashev                                                                         | 1:59.09  | Espanha · Pedro Terres Illescas                                               | 1:59.73  |
| 200 m Medley    | Rússia · Semen Makovich                                                           | 1:59.94  | Reino Unido · Max Litchfield                                                                        | 2:02.13  | Reino Unido · Mark Szaranek                                                   | 2:02.49  |
| 400 m Medley    | Rússia · Semen Makovich                                                           | 4:14.65  | Reino Unido · Matthew Johnson                                                                       | 4:17.47  | Rússia · Alexander Osipenko                                                   | 4:18.67  |
| 4x100 m Livre   | Polónia · Jan Hołub · Rafal Bugdol · Maciej Falacinski · Sebastian Szczepanski    | 3:21.71  | Rússia · Evgeny Sedov · Ivan Kuzmenko · Daniil Melyanenkov · Sergey Tarkhanov                       | 3:22.61  | Alemanha · Damian Wierling · Poul Zellmann · Lucas Schenke · Alexander Kunert | 3:22.72  |
| 4x200 m Livre   | Reino Unido · Max Litchfield · Alex Dunk · Caleb Hughes · James Guy               | 7:19.84  | Espanha · Miguel Duran Navia · Marc Calzada Munoz · Arnau Rovira Guillen · G. Sanchez Gtrez-Cabello | 7:23.28  | Alemanha · Poul Zellmann · Lucas Schenke · Michael Stoehner · Damian Wierling | 7:23.40  |
| 4x100 m Medley  | Rússia · Grigorij Tarasevič · Vsevolod Zandko · Alexander Kudashev · Evgeny Sedov | 3:37.93  | Alemanha · Carl-Louis Schwarz · Yannick Lindenberg · Alexander Kunert · Damian Wierling             | 3:41.45  | Suécia · Axel Petersson · Johannes Skagius · Joachim Bratt · Emil Gustavsson  | 3:42.80  |

### Feminino
| Evento          | Ouro                                                                                       | Ouro     | Prata                                                                                       | Prata    | Bronze                                                                                                | Bronze   |
| 50 m Livre      | Rússia · Rozaliya Nasretdinova                                                             | 25.05    | Lituânia · Rūta Meilutytė                                                                   | 25.26    | Itália · Giorgia Biondani                                                                             | 25.31    |
| 100 m Livre     | Rússia · Mariya Baklakova                                                                  | 54.78    | Espanha · Fatima Gallardo Carapeto                                                          | 55.76    | Luxemburgo · Julie-Marie Meynen                                                                       | 55.92    |
| 200 m Livre     | Rússia · Mariya Baklakova                                                                  | 1:58.21  | Rússia · Valeria Salamatina                                                                 | 2:01.11  | Hungria · Melinda Novoszath                                                                           | 2:01.94  |
| 400 m Livre     | Alemanha · Leonie Antonia Beck                                                             | 4:12.87  | Hungria · Nikoletta Kiss                                                                    | 4:13.43  | Itália · Linda Caponi                                                                                 | 4:13.86  |
| 800 m Livre     | Alemanha · Leonie Antonia Beck                                                             | 8:33.08  | Itália · Alisia Tettamanzi                                                                  | 8:41.73  | Hungria · Nikoletta Kiss                                                                              | 8:43.07  |
| 1500 m Livre    | Espanha · Jimena Perez Blanco                                                              | 16:30.63 | Hungria · Flora Sibalin                                                                     | 16:36.80 | Itália · Alisia Tettamanzi                                                                            | 16:41.49 |
| 50 m Costas     | Rússia · Daria Ustinova                                                                    | 28.63    | Reino Unido · Kathleen Dawson                                                               | 28.69    | Alemanha · Laura Riedemann                                                                            | 29.05    |
| 100 m Costas    | Rússia · Daria Ustinova                                                                    | 1:01.14  | Reino Unido · Kathleen Dawson                                                               | 1:02.21  | Alemanha · Laura Riedemann                                                                            | 1:02.61  |
| 200 m Costas    | Alemanha · Sonnele Oeztuerk                                                                | 2:13.90  | Lituânia · Ugne Mazutaityte                                                                 | 2:14.28  | Alemanha · Laura Riedemann                                                                            | 2:14.61  |
| 50 m Peito      | Ucrânia · Viktoriya Solnceva                                                               | 30.83    | Alemanha · Marlene Huether                                                                  | 31.61    | Alemanha · Margarethe Hummel                                                                          | 31.65    |
| 100 m Peito     | Lituânia · Rūta Meilutytė                                                                  | 1:05.48  | Ucrânia · Viktoriya Solnceva                                                                | 1:07.85  | Alemanha · Marlene Huether                                                                            | 1:09.20  |
| 200 m Peito     | Ucrânia · Viktoriya Solnceva                                                               | 2:25.97  | Ucrânia · Anastasiya Malyavina                                                              | 2:28.71  | Itália · Silvia Guerra                                                                                | 2:30.03  |
| 50 m Borboleta  | Rússia · Rozaliya Nasretdinova                                                             | 26.56    | Chéquia · Lucie Svecena                                                                     | 26.88    | Eslovênia · Nastja Govejsek                                                                           | 26.99    |
| 100 m Borboleta | Itália · Claudia Tarzia                                                                    | 59.68    | Chéquia · Lucie Svecena                                                                     | 59.69    | França · Marie Wattel                                                                                 | 59.88    |
| 200 m Borboleta | Rússia · Anastasia Guzhenkova                                                              | 2:11.24  | Reino Unido · Emma Day                                                                      | 2:12.14  | Hungria · Dalma Sebestyen                                                                             | 2:12.75  |
| 200 m Medley    | Hungria · Dalma Sebestyen                                                                  | 2:16.10  | Reino Unido · Emma Day                                                                      | 2:16.14  | Alemanha · Lisa Katharina Hoepink                                                                     | 2:16.64  |
| 400 m Medley    | Hungria · Adel Farkas                                                                      | 4:44.79  | Reino Unido · Amber Keegan                                                                  | 4:46.83  | Alemanha · Emily Siebrecht                                                                            | 4:48.05  |
| 4x100 m Livre   | Rússia · Mariya Baklakova · Rozaliya Nasretdinova · Daria Kartashova · Daria Ustinova      | 3:42.58  | Alemanha · Anna-Stephanie Dietterle · Helen Scholtissek · Nele Klein · Rosalie Kaethner     | 3:45.50  | Reino Unido · Harriet Cooper · Linda Shaw · Lucy Hope · Katie Latham                                  | 3:46.89  |
| 4x200 m Livre   | Rússia · Valeria Salamatina · Anastasia Guzhenkova · Polina Volkodavova · Mariya Baklakova | 8:01.62  | Alemanha · Antonia Massone · Rosalie Kaethner · Alina Jungklaus · Leonie Antonia Beck       | 8:07.75  | Espanha · Elisa Sanchez Morales · Fatima Gallardo Carapeto · Carmen Rico Perez · Africa Zamorano Sanz | 8:10.04  |
| 4x100 m Medley  | Rússia · Daria Ustinova · Polina Kazina · Anastasia Guzhenkova · Mariya Baklakova          | 4:06.11  | Alemanha · Laura Riedemann · Margarethe Hummel · Lisa Katharina Hoepink · Helen Scholtissek | 4:07.48  | Polónia · Agata Naskret · Dominika Sztandera · Paulina Nogaj · Wioletta Orczykowska                   | 4:10.98  |

### Misto
| Evento         | Ouro                                                                             | Ouro    | Prata                                                                                  | Prata   | Bronze                                                                              | Bronze  |
| 4x100 m Livre  | Rússia · Evgeny Sedov · Ivan Kuzmenko · Rozaliya Nasretdinova · Mariya Baklakova | 3:29.10 | Alemanha · Damian Wierling · Nele Klein · Alexander Kunert · Helen Scholtissek         | 3:34.23 | Reino Unido · Jack Smith · Mark Szaranek · Harriet Cooper · Katie Latham            | 3:33.25 |
| 4x100 m Medley | Rússia · Daria Ustinova · Vsevolod Zanko · Alexander Kudashev · Mariya Baklakova | 3:50.58 | Alemanha · Laura Riedemann · Yannick Lindenberg · Alexander Kunert · Helen Scholtissek | 3:53.93 | Polónia · Agata Naskret · Marcin Stolarski · Jerzy Twarowski · Wioletta Orczykowska | 3:54.30 |

## Quadro de medalhas
| Ordem | País          | Medalha de ouro | Medalha de prata | Medalha de bronze | Total |
| ----- | ------------- | --------------- | ---------------- | ----------------- | ----- |
| 1     | Rússia        | 22              | 8                | 2                 | 32    |
| 2     | Reino Unido   | 3               | 9                | 3                 | 15    |
| 3     | Alemanha      | 3               | 7                | 11                | 21    |
| 4     | Chéquia       | 2               | 3                | 0                 | 5     |
| 4     | Lituânia      | 2               | 3                | 0                 | 5     |
| 4     | Ucrânia       | 2               | 3                | 0                 | 5     |
| 7     | Hungria       | 2               | 2                | 4                 | 8     |
| 8     | Polónia       | 2               | 1                | 4                 | 7     |
| 9     | Espanha       | 1               | 2                | 2                 | 5     |
| 10    | Itália        | 1               | 1                | 8                 | 10    |
| 11    | Suécia        | 1               | 1                | 1                 | 3     |
| 12    | Dinamarca     | 1               | 0                | 1                 | 2     |
| 13    | Eslovênia     | 0               | 1                | 1                 | 2     |
| 14    | Áustria       | 0               | 1                | 0                 | 1     |
| 14    | Países Baixos | 0               | 1                | 0                 | 1     |
| 16    | Grécia        | 0               | 0                | 2                 | 2     |
| 17    | França        | 0               | 0                | 1                 | 1     |
| 17    | Luxemburgo    | 0               | 0                | 1                 | 1     |
| Total | Total         | 42              | 43               | 41                | 126   |

Legenda
| Recorde mundial       | Recorde mundial (World record)               |                       | Recorde africano                      | Recorde africano (African) |                                           | Q | Classificado por posição (Qualified) |
| Recorde do campeonato | Recorde do campeonato (Championship record)  | Recorde da América    | Recorde da América (Americas)         | q                          | Classificado por melhor tempo (Qualified) |   |                                      |
| Melhor marca do ano   | Melhor marca do ano (World leading)          | Recorde asiático      | Recorde asiático (Asian)              | DNS                        | Não largou (Did not start)                |   |                                      |
| Recorde nacional      | Recorde nacional (National record)           | Recorde europeu       | Recorde europeu (European)            | DNF                        | Não terminou (Did not finish)             |   |                                      |
| Recorde pessoal       | Recorde pessoal do atleta (Personal best)    | Recorde da Oceania    | Recorde da Oceania (Oceania)          | DSQ / DQ                   | Desclassificado (Disqualified)            |   |                                      |
| Recorde da temporada  | Recorde da temporada do atleta (Season best) | Recorde sul-americano | Recorde sul-americano (South America) | NM                         | Sem marca (No mark)                       |   |                                      |